# Jamie Lidell
Jamie Lidell (né le 18 septembre 1973 à Huntingdon dans le Cambridgeshire en Angleterre) est un musicien. Il est notamment chanteur de néo-soul. Sous contrat avec Warp Records, il a aussi un groupe avec Cristian Vogel appelé Super Collider.
Sa chanson Multiply a été utilisée dans la série télévisée Grey's Anatomy. Il collabore parfois avec des musiciens canadiens comme Gonzales, Feist et Mocky.
Il est aussi à l'origine du titre "Compass" dans la bande originale de Red Dead Redemption. La version entendue dans le jeu n'est cependant pas la même que celle proposée dans l'album homonyme.
- Freakin' The Frame EP (1997)
- Muddlin Gear (2000) - Spymania
- Multiply (2005) - Warp Records
- Multiply Additions (2006) - Warp Records
- Jim (2008) - Warp Records
- Compass (2010) - Warp Records
- Jamie Lidell (2013) - Warp Records
- Building A Beginning (2016) - Jajulin Records / Kobalt